# Escape-ism
"Escape-ism" é um canção funk escrita e gravada por James Brown lançada em 1971. Foi seu primeiro single em sua própria gravadora, a People Records. Alcançou o número 6 da parada R&B e número 25 da parada Pop. Ambas as partes aparecem no álbum Hot Pants de 1971, e a versão completa inédita com 19 minutos apareceu na reedição do álbum em CD de 1992. De acordo com Robert Christgau a canção foi "supostamente lapidada para ganhar tempo até que Bobby Byrd chegasse" ao estúdio.
Uma versão ao vivo de "Escape-ism" foi incluída no álbum Revolution of the Mind: Live at the Apollo, Volume III.